# U23-världsmästerskapet i volleyboll för herrar
U23-världsmästerskapet i volleyboll för herrar spelas sedan 2013.

## Results
| 2013 Detaljer | Uberlândia, Minas Gerais, Brasilien | Brasilien | 3–2 | Serbien | Ryssland | 3–1 | Bulgarien | 12 |

### Fotnoter
1. ↑  ”Inaugural U23 Volleyball World Champs 50 days away”. FIVB. 15 augusti 2013. http://www.fivb.org/viewPressRelease.asp?No=42025&Language=en. Läst 10 oktober 2013.